# جاده ئی۷۰ اروپا
جاده ئی۷۰ اروپا (به انگلیسی: European route E70) یکی از جاده‌های اصلی قاره اروپا است .
این جاده که از شهر لاکرونیا (اسپانیا) شروع شده، در شهر پوتی (گرجستان) به پایان میرسد .

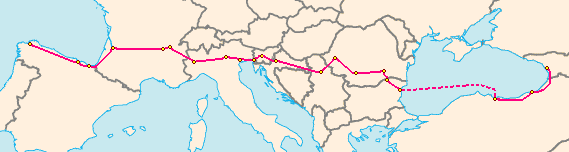
نقشه جاده ئی۷۰ اروپا